# Eigenface

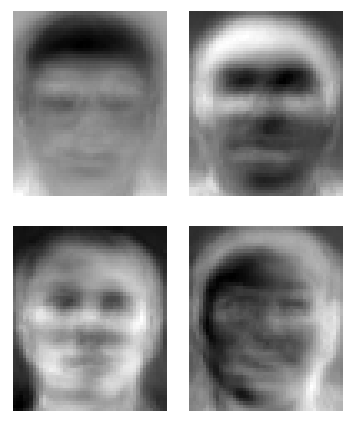
Algunas eigenfaces (caras propias) de AT&T Laboratories Cambridge

Un Eigenface (  /ˈaɪgənˌfeɪs/ ) (en español cara propia) es el nombre dado a un conjunto de vectores propios cuando se utiliza en el problema de visión artificial del reconocimiento de rostros humanos. Sirovich y Kirby desarrollaron el enfoque de usar caras propias para el reconocimiento y lo usaron Matthew Turk y Alex Pentland en la clasificación de caras. Los vectores propios se derivan de la matriz de covarianza de la distribución de probabilidad sobre el espacio vectorial de alta dimensión de imágenes de rostros. Las caras propias forman un conjunto base de todas las imágenes utilizadas para construir la matriz de covarianza. Esto produce una reducción de la dimensión al permitir que el conjunto más pequeño de imágenes base represente las imágenes de entrenamiento originales. La clasificación se puede lograr comparando cómo se representan las caras por el conjunto base.

## Historia
El enfoque de caras propias comenzó con la búsqueda de una representación de imágenes faciales de baja dimensión. Sirovich y Kirby demostraron que el análisis de componentes principales podría usarse en una colección de imágenes de rostros para formar un conjunto de características básicas. Estas imágenes base, conocidas como imágenes propias, podrían combinarse linealmente para reconstruir imágenes en el conjunto de entrenamiento original. Si el conjunto de entrenamiento consta de M imágenes, el análisis de componentes principales podría formar un conjunto base de N imágenes, donde N < M. El error de reconstrucción se reduce aumentando el número de imágenes propias; sin embargo, el número necesario siempre se elige menor que M. Por ejemplo, si necesita generar una cantidad de N caras propias para un conjunto de entrenamiento de M imágenes de caras, puede decir que cada imagen de cara puede estar formada por "proporciones" de todas las K "características" o caras propias: Imagen de cara 1 = (23% de E 1 ) + (2 % de E 2 ) + (51 % de E 3 ) + ... + (1 % E n ).
En 1991, M. Turk y A. Pentland ampliaron estos resultados y presentaron el método eigenface de reconocimiento facial. Además de diseñar un sistema para el reconocimiento facial automatizado utilizando caras propias, mostraron una forma de calcular los vectores propios de una matriz de covarianza de modo que las computadoras de la época pudieran realizar una descomposición propia en una gran cantidad de imágenes faciales. Las imágenes de rostros suelen ocupar un espacio de gran dimensión y el análisis convencional de componentes principales era intratable en tales conjuntos de datos. El artículo de Turk y Pentland demostró formas de extraer los vectores propios basados en matrices dimensionadas por el número de imágenes en lugar del número de píxeles.
Una vez establecido, el método de caras propias se amplió para incluir métodos de preprocesamiento para mejorar la precisión. También se utilizaron múltiples enfoques para construir conjuntos de caras propias para diferentes sujetos y diferentes características, como los ojos.

## Generación
Se puede generar un conjunto de caras propias mediante la realización de un proceso matemático llamado análisis de componentes principales (PCA) en un gran conjunto de imágenes que representan diferentes rostros humanos. De manera informal, las caras propias pueden considerarse un conjunto de "ingredientes faciales estandarizados", derivados del análisis estadístico de muchas imágenes de rostros. Cualquier rostro humano puede considerarse una combinación de estos rostros estándar. Por ejemplo, la cara de uno podría estar compuesta por la cara promedio más el 10 % de la cara propia 1, el 55 % de la cara propia 2 e incluso el −3 % de la cara propia 3. Sorprendentemente, no se necesitan muchas caras propias combinadas para lograr una aproximación justa de la mayoría de las caras. Además, debido a que la cara de una persona no se registra mediante una fotografía digital, sino simplemente como una lista de valores (un valor para cada cara propia en la base de datos utilizada), se ocupa mucho menos espacio para la cara de cada persona.
Las caras propias que se crean aparecerán como áreas claras y oscuras que se organizan en un patrón específico. Este patrón es cómo se seleccionan las diferentes características de una cara para evaluarlas y puntuarlas. Habrá un patrón para evaluar la simetría, si hay algún estilo de vello facial, dónde está la línea del cabello o una evaluación del tamaño de la nariz o la boca. Otras caras propias tienen patrones que son menos fáciles de identificar, y la imagen de la cara propia puede parecerse muy poco a una cara.
La técnica utilizada en la creación de caras propias y su uso para el reconocimiento también se utiliza fuera del reconocimiento facial: reconocimiento de escritura a mano, lectura de labios, reconocimiento de voz, lenguaje de señas /interpretación de gestos con las manos y análisis de imágenes médicas. Por lo tanto, algunos no usan el término "eigenface", sino que prefieren usar 'eigenimage'.

## Uso en reconocimiento facial
El reconocimiento facial fue la motivación para la creación de caras propias. Para este uso, las caras propias tienen ventajas sobre otras técnicas disponibles, como la velocidad y la eficiencia del sistema. Dado que el eigenface es principalmente un método de reducción de dimensiones, un sistema puede representar muchos sujetos con un conjunto de datos relativamente pequeño. Como sistema de reconocimiento facial, también es bastante invariable a grandes reducciones en el tamaño de la imagen; sin embargo, comienza a fallar considerablemente cuando la variación entre las imágenes vistas y la imagen de la sonda es grande.
Para reconocer caras, las imágenes de la galería, las que ve el sistema, se guardan como colecciones de pesos que describen la contribución de cada cara propia a esa imagen. Cuando se presenta una cara nueva al sistema para su clasificación, se encuentran sus propios pesos proyectando la imagen en la colección de caras propias. Esto proporciona un conjunto de pesos que describen la cara de la sonda. Estos pesos se clasifican luego contra todos los pesos en el conjunto de la galería para encontrar la coincidencia más cercana. Un método del vecino más cercano es un enfoque simple para encontrar la distancia euclidiana entre dos vectores, donde el mínimo se puede clasificar como el sujeto más cercano. : 590 
Intuitivamente, el proceso de reconocimiento con el método de caras propias consiste en proyectar imágenes de consulta en el espacio de caras abarcado por las caras propias calculadas y encontrar la coincidencia más cercana a una clase de caras en ese espacio de caras.

## Otras lecturas
- M. Kirby; L. Sirovich (1990). «Application of the Karhunen-Loeve procedure for the characterization of human faces». IEEE Transactions on Pattern Analysis and Machine Intelligence 12 (1): 103-108. doi:10.1109/34.41390.
- A. Pentland, B. Moghaddam, T. Starner, O. Oliyide, and M. Turk. (1993). "View-based and modular Eigenspaces for face recognition". Technical Report 245, M.I.T Media Lab.
- M. H. Yang (2000).  1. pp. 37-40. doi:10.1109/ICIP.2000.900886. Falta el |título= (ayuda)
- . 2000. pp. 269-276. doi:10.1117/12.386642. Falta el |título= (ayuda)
- T. Heseltine, N. Pears, J. Austin, Z. Chen (2003). "Face Recognition: A Comparison of Appearance-Based Approaches". Proc. VIIth Digital Image Computing: Techniques and Applications, vol 1. 59–68.
- D. Pissarenko (2003). Eigenface-based facial recognition.
- F. Tsalakanidoua; D. Tzovarasb; M.G. Strintzisa (2003). «Use of depth and colour eigenfaces for face recognition». Pattern Recognition Letters 24 (9): 1427-1435. doi:10.1016/S0167-8655(02)00383-5.
- Delac, K., Grgic, M., Liatsis, P. (2005). "Appearance-based Statistical Methods for Face Recognition". Proceedings of the 47th International Symposium ELMAR-2005 focused on Multimedia Systems and Applications, Zadar, Croatia, 08-10 June 2005, pp. 151–158